# Ishtar (filme)
Ishtar é um filme de comédia estadunidense de 1987, com Warren Beatty e Dustin Hoffman. O filme foi dirigido por Elaine May.
Para o crítico brasileiro Renzo Mora este filme integra um dos 25 piores de todos os tempos.

## Elenco
- Dustin Hoffman como Chuck Clarke
- Warren Beatty como Lyle Rogers
- Isabelle Adjani como Shirra Assel
- Charles Grodin como Jim Harrison
- Jack Weston como Marty Freed
- Tess Harper como Willa
- Carol Kane como Carol
- Aharon Ipalé como Emir Yousef
- Fijad Hageb como Abdul (ou Fuad Hageb)
- David Margulies como Mr. Clarke
- Rose Arrick como Mrs. Clarke
- Julie Garfield como Dorothy
- Bill Bailey como General Westlake
- Cristine Rose como Siri Darma (ou Christine Rose)
- Abe Kroll como Mr. Thomopoulos
- Matt Frewer como agente da Cia

## Recepção
O filme "ganhou" o prêmio Framboesa de Ouro na categoria Worst Director.